# هدا گابلر

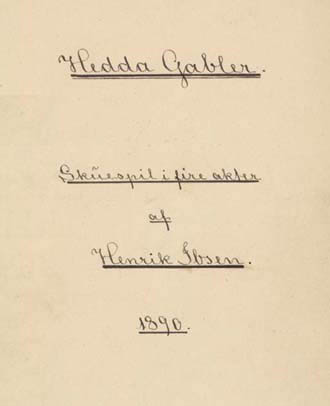
نمایش‌نامه هدا گابلر

هدا گابلر (به نروژی: Hedda Gabler) نمایشنامه‌ای اثر هنریک ایبسن نمایشنامه‌نویس نروژی است که در سال ۱۸۹۰ نگاشته شده‌است. در سال ۱۸۹۱ این نمایش‌نامه در آلمان با واکنش‌های منفی مواجه شد. اما پس از آن به عنوان نمایش‌نامه‌ای کلاسیک از واقع‌گرایی درام در تئاتر قرن نوزدهم شناخته شد.
شخصیت هدا از سوی برخی از منتقدان به عنوان یکی از نقش‌های بزرگ دراماتیک در تئاتر شناخته می‌شود.

## شخصیت‌ها
- جورج تِسمان (Jørgen Tesman)
- هدا گابلر (Hedda Gabler)
- خانم تئا الوستد (Thea Elvsted)
- قاضی براک (Brack)
- آیلرت لوبُرگ (Ejlert Løvborg)
- برتا (Berte)

## اجرا در ایران
این نمایش‌نامه که در ۱۵ دی ۱۳۸۹ در مجموعه تئاتر شهر با ترجمه و کارگردانی وحید رهبانی به نمایش درآمده بود، به دستور اداره کل هنرهای نمایشی توقیف شد.

## خلاصهٔ داستان
این نمایش نامه، در مورد زنی ۲۹ ساله به نام هدا است که در محیط دچار مشکلاتی می‌شود.

## جوایز و تقدیرها
جوایز
- در سال ۱۹۹۲ لارنس اولیور برای اجراء جدیدش جایزه گرفت.
- در سال ۲۰۰۶ لارنس اولیور برای اجراء جدیدش جایزه گرفت.

کاندید
- در سال ۲۰۰۵ لوسیل لورتل برای اجراء برجسته اش جایزه گرفت